# Aerobiz Supersonic
Aerobiz Supersonic est un jeu vidéo de gestion sorti en 1993 sur Mega Drive et Super Nintendo. Le jeu a été développé et édité par Koei.

## Accueil
- GamePro : 3,5/5[1]